# Gastrodigenina
Gastrodigenin es un compuesto fenólico encontrado en el rizoma de la planta Gastrodia elata.
Gastrodina es el glucósido de la gastrodigenina.